# La Crique

La Crique este o comună în departamentul Seine-Maritime, Franța. În 1 ianuarie 2022 avea o populație de 367 de locuitori.